# Saab 96 V4
La Saab 96 V4 è una vettura prodotta dalla casa automobilistica svedese Saab tra il 1967 e il 1980. Ha avuto un'importante storia nei rally.

## Storia
La vettura, destinata a sostituire la 96 a due tempi (diventata obsoleta sul piano delle prestazioni e dei consumi), adottava un motore V4 1,5 litri di origine Ford da 65 CV a 4700 giri/min mantenendo tutte le migliorie apportate alla 96 nel corso degli anni come freni a disco anteriori e nuovi rivestimenti per gli interni. La carrozzeria monoscocca, lo schema delle sospensioni, l'assetto, il motore più prestante e lo sterzo a cremagliera continuarono a renderla competitiva nei rally, dopo i successi della 96 a due tempi, guidata da piloti come Stig Blomqvist e Per Eklund.

## Evoluzione
Nel 1968 la 96 V4 venne accolta positivamente infatti aumentarono le vendite del 41,5% in Svezia e del 10% all'estero. Il progetto 96 era in continua evoluzione: venne aumentata la sicurezza con l'adozione del parabrezza stratificato e fu presentata la versione DeLuxe dotata di ulteriori accessori come luci di retromarcia, doppi profili cromati sulle fiancate, coppe ruota cromate e vetri posteriori apribili a compasso. 

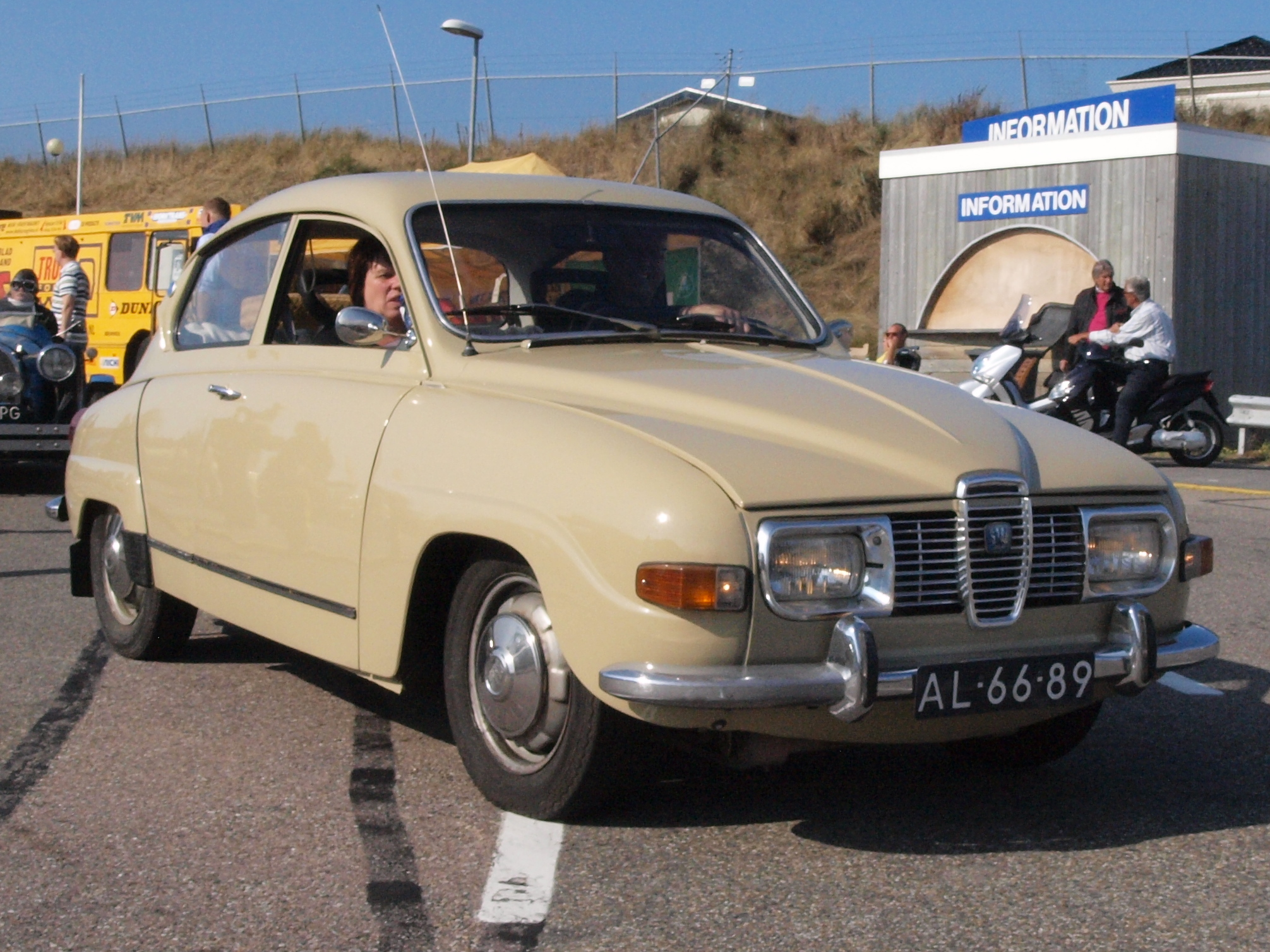
Saab 96 restyling 1969

Nel 1969 venne aggiornato il frontale con una nuova griglia, un nuovo logo Saab e proiettori rettangolari, con tecnologia alogena a richiesta. Sul fronte della sicurezza debuttò il piantone dello sterzo collassabile, nuova pompa freni con servofreno e poggiatesta su tutti i sedili.
A Uusikaupunki in Finlandia venne aperto un nuovo stabilimento Saab nel corso del 1970 e sulla 96 debuttarono nuovi interni disponibili in diverse combinazioni di colori.
Nel 1971 uscì di produzione la versione DeLuxe mentre debuttò la motorizzazione V4 1.7 litri per il solo mercato USA. Tutte le versioni di 96 ottennero un migliore trattamento antiruggine e l'adozione di un nuovo freno di stazionamento.
Nel 1972 venne aggiornata la gamma dei colori. Erano disponibili le colorazioni: giallo ambra, verde Verona, bianco polare, rosso toreador, nero e blu medio. Il sedile del conducente ora poteva essere riscaldato elettricamente, esteriormente i paraurti vennero dotati di nuovi inserti in plastica nera.

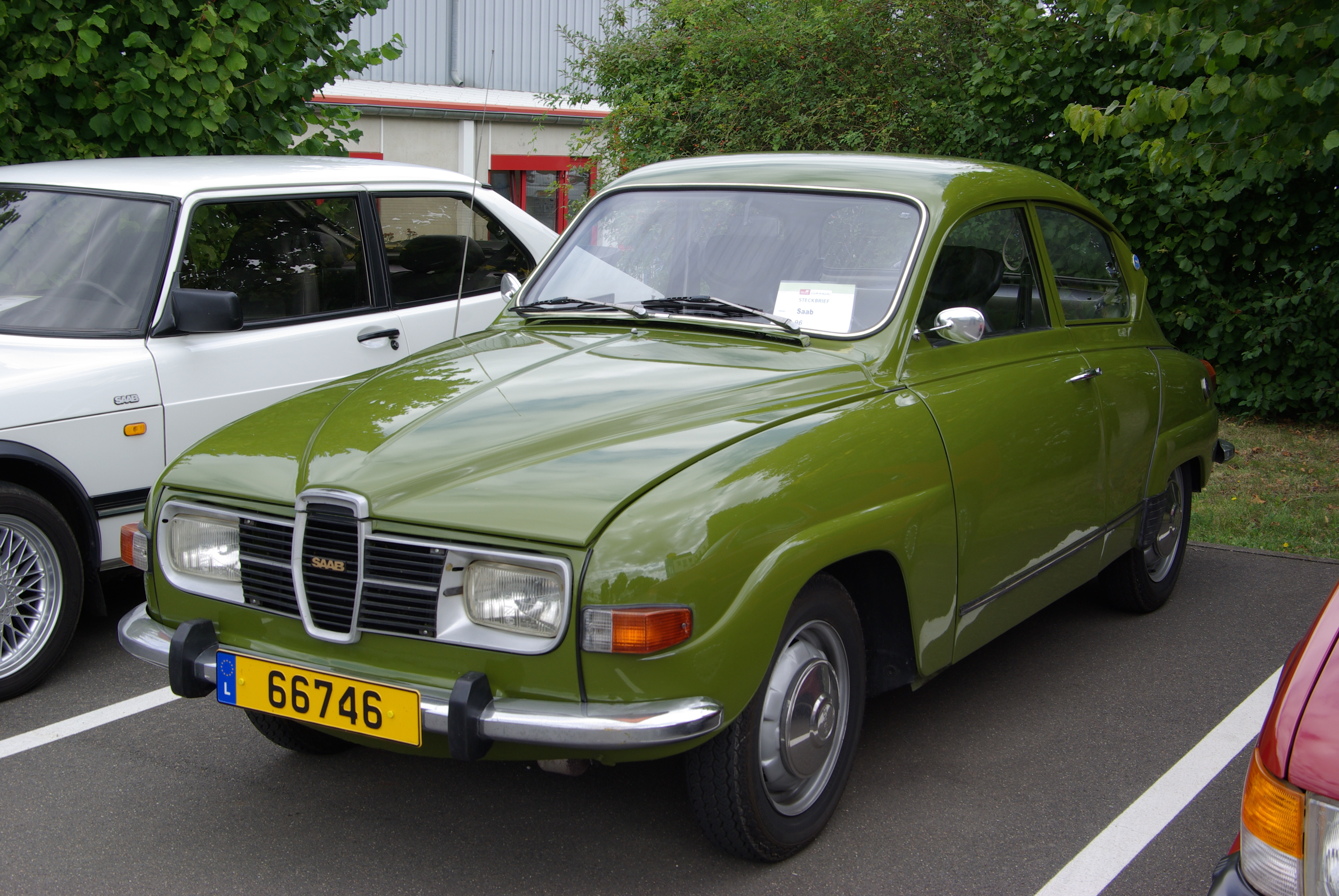
Saab 96 restyling 1974

Nel 1974 arrivarono ulteriori modifiche: nuova griglia anteriore, nuovi paraurti anteriori e posteriori in plastica nera\grigia, rivestimenti rinnovati con tessuti più morbidi, pneumatici radiali di serie, cinture di sicurezza con arrotolatore e dotate di sensore capace di verificare il corretto agganciamento (l'anno seguente queste migliorie vennero adottate anche per le cinture posteriori).

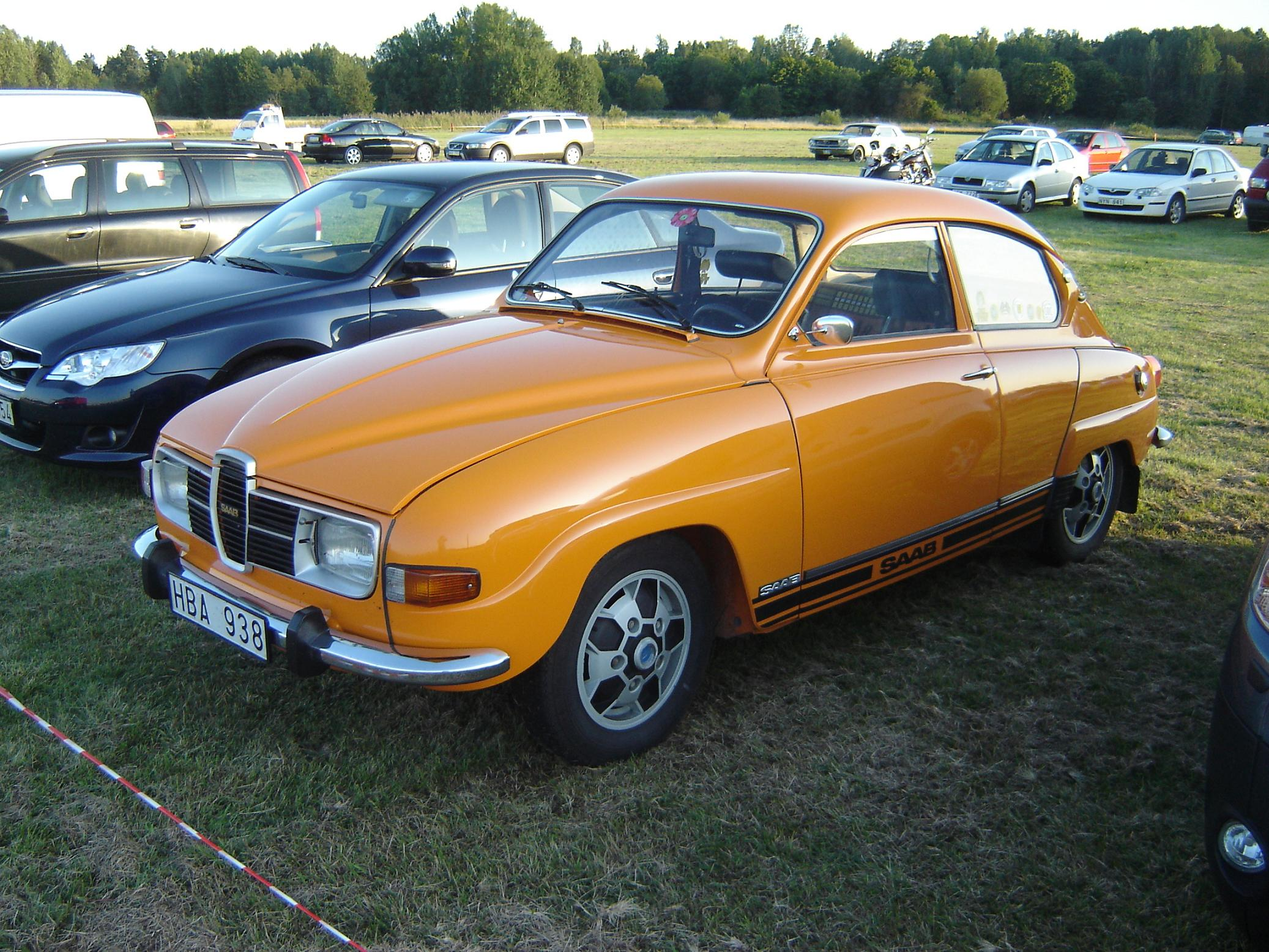
Saab 96 V4 1.7S

Nel 1975 venne presentata la versione 96 Jubileum dotata di una verniciatura di colore silver crystal metallizzato con adesivi dedicati sulle fiancate. Debuttò anche la versione V4 1.7S ispirata ai rally: dotata di propulsore V4 destinato agli USA, cerchi in lega sportivi, contagiri, volante rivestito in pelle, sedili sportivi, colore arancione e strisce laterali specifiche.
Nel 1976 venne adeguata alle nuove norme antinquinamento svedesi, adottò un nuovo sedile posteriore meno ingombrante, venne dotata di lunotto termico, vennero installati paraurti uguali alla Saab 99 (presentata nel 1968). L'anno seguente vennero installati altri particolari derivati sempre dalla 99.

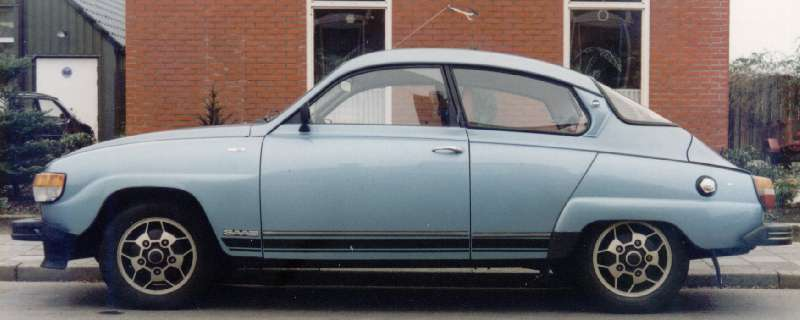
Vista laterale dell'edizione finale

Nel 1978 terminò la produzione della 96 in Svezia. La produzione continuò nello stabilimento finlandese dove la vettura venne dotata di nuovi proiettori. L'anno successivo venne introdotto il colore verde acacia con strisce laterali simili alla versione 96 Jubileum.
Nel gennaio 1980, per commemorare le ultime modifiche e celebrare il 25º anniversario delle esportazioni di automobili Saab nei Paesi Bassi, vennero prodotte le ultime trecento 96 in serie numerata. Queste erano tutte di colore aquamarine blue con cerchi in lega silver spoke e interni derivati dalla Saab 900 (presentata nel 1979). L'ultima Saab 96 prodotta fu guidata dal pilota Mr. Saab Erik Carlsson e condotta al Saab Car Museum dov'è tuttora conservata.

## Dati tecnici
| Caratteristiche tecniche - Saab 96 (1976)                                     | Caratteristiche tecniche - Saab 96 (1976) | Caratteristiche tecniche - Saab 96 (1976) | Caratteristiche tecniche - Saab 96 (1976) | Caratteristiche tecniche - Saab 96 (1976) | Caratteristiche tecniche - Saab 96 (1976) |
| ----------------------------------------------------------------------------- | --- | --- | --- | --- | --- |
|                                                                               | | | | | |
| Configurazione                                                                | | | | | |
| Carrozzeria: berlina 2 porte, carrozzeria portante                            | Carrozzeria: berlina 2 porte, carrozzeria portante | Posizione motore: anteriore longitudinale | Posizione motore: anteriore longitudinale | Trazione: anteriore | Trazione: anteriore |
| Dimensioni e pesi                                                             | | | | | |
| Ingombri (lungh.×largh.×alt. in mm): 4200 × 1530 × 1470                       | Ingombri (lungh.×largh.×alt. in mm): 4200 × 1530 × 1470 | Ingombri (lungh.×largh.×alt. in mm): 4200 × 1530 × 1470 | Ingombri (lungh.×largh.×alt. in mm): 4200 × 1530 × 1470 | Diametro minimo sterzata: 11 m (fra muri) m | Diametro minimo sterzata: 11 m (fra muri) m |
| Interasse: 2500 mm                                                            | Interasse: 2500 mm | Carreggiate: anteriore 1220 - posteriore 1220 mm | Carreggiate: anteriore 1220 - posteriore 1220 mm | Altezza minima da terra: 180 mm | Altezza minima da terra: 180 mm |
| Posti totali: 4/5                                                             | Posti totali: 4/5 | Bagagliaio: | Bagagliaio: | Serbatoio: 38 l | Serbatoio: 38 l |
| Masse                                                                         | a vuoto: 820 kg | a vuoto: 820 kg | a vuoto: 820 kg | a vuoto: 820 kg | a vuoto: 820 kg |
| Meccanica                                                                     | | | | | |
| Tipo motore: V4                                                               | Tipo motore: V4 | Tipo motore: V4 | Cilindrata: 1498 (1815) cm³ | Cilindrata: 1498 (1815) cm³ | Cilindrata: 1498 (1815) cm³ |
| Distribuzione: 1 albero a camme centrale, aste e bilancieri, valvole in testa | Distribuzione: 1 albero a camme centrale, aste e bilancieri, valvole in testa | Distribuzione: 1 albero a camme centrale, aste e bilancieri, valvole in testa | Alimentazione: 1 carburatore invertito Autolite C 8 GH 95 10-G (2 Weber 45 DCOE) | Alimentazione: 1 carburatore invertito Autolite C 8 GH 95 10-G (2 Weber 45 DCOE) | Alimentazione: 1 carburatore invertito Autolite C 8 GH 95 10-G (2 Weber 45 DCOE) |
| Prestazioni motore                                                            | Potenza: 65 CV a 4700 giri/min (165 CV a 7000 giri/min) / Coppia: 11,7 Kgm a 2500 giri (18,3 Kgm a 5000 giri) | Potenza: 65 CV a 4700 giri/min (165 CV a 7000 giri/min) / Coppia: 11,7 Kgm a 2500 giri (18,3 Kgm a 5000 giri) | Potenza: 65 CV a 4700 giri/min (165 CV a 7000 giri/min) / Coppia: 11,7 Kgm a 2500 giri (18,3 Kgm a 5000 giri) | Potenza: 65 CV a 4700 giri/min (165 CV a 7000 giri/min) / Coppia: 11,7 Kgm a 2500 giri (18,3 Kgm a 5000 giri) | Potenza: 65 CV a 4700 giri/min (165 CV a 7000 giri/min) / Coppia: 11,7 Kgm a 2500 giri (18,3 Kgm a 5000 giri) |
| Accensione: a bobina e spinterogeno                                           | Accensione: a bobina e spinterogeno | Accensione: a bobina e spinterogeno | Impianto elettrico: 12V | Impianto elettrico: 12V | Impianto elettrico: 12V |
| Frizione: monodisco a secco                                                   | Frizione: monodisco a secco | Frizione: monodisco a secco | Cambio: manuale a 4 marce, leva sul piantone | Cambio: manuale a 4 marce, leva sul piantone | Cambio: manuale a 4 marce, leva sul piantone |
| Telaio                                                                        | | | | | |
| Corpo vettura                                                                 | scocca autoportante | scocca autoportante | scocca autoportante | scocca autoportante | scocca autoportante |
| Sterzo                                                                        | a cremagliera | a cremagliera | a cremagliera | a cremagliera | a cremagliera |
| Sospensioni                                                                   | anteriori: ruote indipendenti, quadrilateri deformabili, molle elicoidali, barra stabilizzatrice, ammortizzatori idraulici telescopici / posteriori: ponte rigido a U tubolare, bracci inferiori di spinta e reazione, molle elicoidali, ammortizzatori idraulici telescopici | anteriori: ruote indipendenti, quadrilateri deformabili, molle elicoidali, barra stabilizzatrice, ammortizzatori idraulici telescopici / posteriori: ponte rigido a U tubolare, bracci inferiori di spinta e reazione, molle elicoidali, ammortizzatori idraulici telescopici | anteriori: ruote indipendenti, quadrilateri deformabili, molle elicoidali, barra stabilizzatrice, ammortizzatori idraulici telescopici / posteriori: ponte rigido a U tubolare, bracci inferiori di spinta e reazione, molle elicoidali, ammortizzatori idraulici telescopici | anteriori: ruote indipendenti, quadrilateri deformabili, molle elicoidali, barra stabilizzatrice, ammortizzatori idraulici telescopici / posteriori: ponte rigido a U tubolare, bracci inferiori di spinta e reazione, molle elicoidali, ammortizzatori idraulici telescopici | anteriori: ruote indipendenti, quadrilateri deformabili, molle elicoidali, barra stabilizzatrice, ammortizzatori idraulici telescopici / posteriori: ponte rigido a U tubolare, bracci inferiori di spinta e reazione, molle elicoidali, ammortizzatori idraulici telescopici |
| Freni                                                                         | anteriori: a disco / posteriori: a tamburo, comando idraulico | anteriori: a disco / posteriori: a tamburo, comando idraulico | anteriori: a disco / posteriori: a tamburo, comando idraulico | anteriori: a disco / posteriori: a tamburo, comando idraulico | anteriori: a disco / posteriori: a tamburo, comando idraulico |
| Pneumatici                                                                    | 5.60-15 o 155 SR 15 | 5.60-15 o 155 SR 15 | 5.60-15 o 155 SR 15 | 5.60-15 o 155 SR 15 | 5.60-15 o 155 SR 15 |
| Prestazioni dichiarate                                                        | | | | | |
| Velocità: 145 km/h                                                            | Velocità: 145 km/h | Velocità: 145 km/h | Accelerazione: 1̩/4 di miglio da fermoː 10,4 s. | Accelerazione: 1̩/4 di miglio da fermoː 10,4 s. | Accelerazione: 1̩/4 di miglio da fermoː 10,4 s. |
| Consumi                                                                       | 8.5 l/100 Km | 8.5 l/100 Km | 8.5 l/100 Km | 8.5 l/100 Km | 8.5 l/100 Km |
| Altro                                                                         | | | | | |
| Note                                                                          | tra parentesi i dati della versione Rally | tra parentesi i dati della versione Rally | tra parentesi i dati della versione Rally | tra parentesi i dati della versione Rally | tra parentesi i dati della versione Rally |
| Fonte dei dati: Automobilismo d'Epoca 3/13                                    | | | | | |

## Carriera sportiva
La vettura, con il nuovo propulsore V4, venne utilizzata a partire alla prima edizione del Campionato internazionale costruttori 1970. Specificamente elaborata da Saab in versione Gruppo 4, partecipò al Campionato del mondo rally (per sette stagioni dal 1970 al 1976) vincendo cinque gare, conquistando quindici podi e un 4º posto nella classifica costruttori del 1976. Nel 1971 la 96 V4 si laureava vice-campione nel campionato internazionale costruttori. La vettura risultò essere molto competitiva soprattutto in tre tappe del campionato del mondo rally: Rally di Svezia, Rally dei Mille Laghi (Rally di Finlandia) e RAC Rally (Rally di Gran Bretagna).

### Palmarès
1971  nel Campionato internazionale costruttori

### Podi nel mondiale rally
Nella tabella sono inclusi i risultati del campionato internazionale costruttori (tre edizioni dal 1970 al 1972) antesignano dell'attuale campionato del mondo rally.
| Anno | Rally                      | Pilota         | Pos. |
| ---- | -------------------------- | -------------- | ---- |
| 1970 | Rally di Svezia            | Stig Blomqvist | 2º   |
| 1970 | Österreichische Alpenfahrt | Håkan Lindberg | 2º   |
| 1971 | Rally di Svezia            | Stig Blomqvist | 1º   |
| 1971 | Rally di Gran Bretagna     | Stig Blomqvist | 1º   |
| 1972 | Rally di Svezia            | Stig Blomqvist | 1º   |
| 1972 | Österreichische Alpenfahrt | Per Eklund     | 3º   |
| 1972 | Rally di Gran Bretagna     | Stig Blomqvist | 2º   |
| 1973 | Rally di Svezia            | Stig Blomqvist | 1º   |
| 1973 | Rally di Svezia            | Per Eklund     | 2º   |
| 1973 | Österreichische Alpenfahrt | Per Eklund     | 3º   |
| 1974 | Rally di Gran Bretagna     | Stig Blomqvist | 2º   |
| 1975 | Rally di Svezia            | Stig Blomqvist | 2º   |
| 1975 | Rally di Finlandia         | Simo Lampinen  | 2º   |
| 1976 | Rally di Svezia            | Per Eklund     | 1º   |
| 1976 | Rally di Svezia            | Stig Blomqvist | 2º   |

Tutt'oggi le 96 sono utilizzate nei rally storici di regolarità riscuotendo discreti successi.